# ICarly
iCarly er en amerikansk teenage-sitcom skabt af Dan Schneider. Serien blev sendt på Nickelodeon fra 8. september 2007 til 23. november 2012. Serien fokuserer på Carly Shay. Hun er en teenager, der opretter sit eget webshow sammen med sine bedste venner Sam Puckett og Freddie Benson. Serien kalder de iCarly.
iCarly har været et af de mest sendte programmer på Nickelodeon. I 2021 udkom serien med helt nye afsnit, som kan ses på Paramount+.

## Handling
Carly bor sammen med sin 28-årige storebror Spencer. Det hele starter, da Carlys lærer sætter hende og Sam sammen til en opgave om at være dommere i skolens talentshow. Carly og Sam (Samantha Puckett) gør i pausen nar af deres lærer, og Freddie kommer til at optage det og lægge det ud på internettet. Senere får de mange fans, og teenagerne starter iCarly.

## Episoder
| Sæson | Sæson | Episoder | Oprindeligt sendt  | Oprindeligt sendt | Prod. line | DVD-udgivelse                                                                    | DVD-udgivelse             |
| Sæson | Sæson | Episoder | Sæsonpremiere      | Sæsonfinale       | Prod. line | DVD-udgivelse                                                                    | DVD-udgivelse             |
| ----- | ----- | -------- | ------------------ | ----------------- | ---------- | -------------------------------------------------------------------------------- | ------------------------- |
|       | 1     | 25       | 8. september 2007  | 25. juli 2008     | 1xx        | 23. september 2008 (Volume 1) April 21, 2009 (Volume 2)                          |                           |
|       | 2     | 25       | 27. september 2008 | 8. august 2009    | 2xx        | 18. august, 2009 (Volume 1) 4. januar, 2011 (Volume 2) 5. april, 2011 (Volume 3) |                           |
|       | 3     | 20       | 12. september 2009 | 26. juni 2010     | 2xx        | 18. august, 2009 (Volume 1) 4. januar, 2011 (Volume 2) 5. april, 2011 (Volume 3) |                           |
|       | 4     | 13       | 30. juli 2010      | 11. juni 2011     | 3xx        | 30. august 2011 (Sæson 3)                                                        | 30. august 2011 (Sæson 3) |
|       | 5     | 11       | 13. august 2011    | 21. januar 2012   | 4xx        | 10. juli, 2012 (Sæson 4)                                                         | 10. juli, 2012 (Sæson 4)  |
|       | 6     | 14       | 24. marts 2012     | November 2012     | 5xx        | TBA                                                                              |                           |

## Karakterer

### Hovedpersoner
- Carly Shay (Miranda Cosgrove) er vært for sit eget populære web-show iCarly, som hun producerer med sine to bedste venner Sam og Freddie.
- Sam Puckett (Jennette McCurdy) er Carlys bedste veninde og medvært på iCarly.
- Freddie Benson (Nathan Kress) er både Carlys bedste ven, men også hendes nabo. Han er den tekniske producer på iCarly.
- Spencer Shay (Jerry Trainor) er Carlys excentriske ældre bror og værge.
- Gibby (Noah Munck) er Carly, Sam og Freddies mærkelige ven.

### Tilbagevendende personer
- Marissa Benson (Mary Scheer) er Freddies anmassende og overbeskyttende mor (ofte nævnt af Sam som Freddies "freakish mor").
- Lewbert (Jeremy Rowley) er dørmanden i den bygning, hvor Carly, Spencer og Freddie bor. Han har en irriterende adfærd og en stor vorte på sit ansigt.
- Nevel Papperman (Reed Alexander) er en kritiker, der driver hjemmesiden nevelocity.com. Et websted som gennemgår andre hjemmesider herunder iCarly.com. Han er Carlys nemesis og har hele tiden forsøgt at sabotere iCarly for at få et kys af Carly.
- T-Bo (Boog!e) er leder af Groovy Smoothie. Han irriterer ofte kunderne, så de køber tilfældige fødevarer (peberfrugter, bagels, tacos), der altid sættes på en pind.
- Guppy (Ethan Munck) er Gibbys yngre bror og ofte sammen med Gibby.
- Chuck Chambers (Ryan Ochoa) er et barn i ejendommen, hvor Carly og de andre hovedpersoner bor. Han plager ofte Spencer.
- Inspektør Franklin (Tim Russ) er rektor på den skole, hvor Carly, Sam, og Freddie går. Han er meget fair og er en stor fan af iCarly.
- Mrs. Francine Briggs (Mindy Sterling) er en meget streng engelsklærer på Ridgeway Secondary School, som udviser en stor modvilje for børn.
- Mr. Howard (David St. James) er en streng og uentusiastisk lærer, der hader næsten alt herunder sin kone.

### Optræden i serien
| Rolle               | Spillet af         | Sæson 1 | Sæson 2 | Sæson 3 | Sæson 4 | Sæson 5 | Sæson 6 | Total | Første optræden          |
| ------------------- | ------------------ | ------- | ------- | ------- | ------- | ------- | ------- | ----- | ------------------------ |
| Carly Shay          | Miranda Cosgrove   | 25      | 45      | 13      | 8       | 13      | 9       | 113   | iPilot                   |
| Sam Puckett         | Jennette McCurdy   | 25      | 44      | 13      | 8       | 13      | 9       | 112   | iPilot                   |
| Freddie Benson      | Nathan Kress       | 25      | 45      | 13      | 8       | 13      | 9       | 113   | iPilot                   |
| Spencer Shay        | Jerry Trainor      | 25      | 45      | 13      | 8       | 13      | 9       | 113   | iPilot                   |
| Gibby               | Noah Munck         | 6       | 21      | 13      | 8       | 13      | 9       | 70    | iDream of Dance          |
| Marissa Benson      | Mary Scheer        | 6       | 7       | 4       | 4       | 6       | 1       | 28    | iWanna Stay with Spencer |
| T-Bo                | BooG!e             | 0       | 7       | 4       | 4       | 6       | 4       | 25    | iWant My Website Back    |
| Nora Dirshlitt      | Danielle Morrow    | 0       | 0       | 2       | 0       | 2       | 0       | 4     | iPsycho                  |
| Tasha               | Emily Ratajkowski  | 0       | 0       | 2       | 0       | 0       | 0       | 4     | iSpeed Date              |
| Guppy               | Ethan Munck        | 0       | 0       | 2       | 4       | 0       | 0       | 6     | iPsycho                  |
| Lewbert the Doorman | Jeremy Rowley      | 4       | 5       | 3       | 0       | 0       | 1       | 13    | iWant More Viewers       |
| Nevel Papperman     | Reed Alexander     | 2       | 5       | 0       | 1       | 0       | 1       | 9     | iNevel                   |
| Chuck Chambers      | Ryan Ochoa         | 0       | 3       | 2       | 0       | 0       | 0       | 5     | iHurt Lewbert            |
| Granddad Shay       | Greg Mullavy       | 2       | 0       | 0       | 1       | 0       | 0       | 3     | iWanna Stay with Spencer |
| Mandy Valdez        | Aria Wallace       | 1       | 1       | 0       | 0       | 0       | 0       | 2     | iAm Your Biggest Fan     |
| Charlotte           | Deena Dill         | 0       | 1       | 3       | 0       | 0       | 0       | 4     | iGo Nuclear              |
| Principal Franklin  | Tim Russ           | 3       | 2       | 1       | 1       | 0       | 1       | 8     | iPilot                   |
| Ms. Francine Briggs | Mindy Sterling     | 4       | 0       | 2       | 0       | 0       | 1       | 7     | iPilot                   |
| Mr. Howard          | David St. James    | 1       | 3       | 1       | 1       | 0       | 1       | 7     | iGot Detention           |
| Mr. Devlin          | Adrian Neil        | 1       | 1       | 0       | 0       | 0       | 0       | 2     | iPromise Not to Tell     |
| Mr. Stern           | Joseph Buttler     | 3       | 1       | 1       | 0       | 0       | 0       | 5     | iLike Jake               |
| Wendy               | Mary Ann Springer  | 1       | 7       | 0       | 0       | 0       | 0       | 8     | iFence                   |
| Jeremy              | Nathan Pearson     | 3       | 0       | 0       | 0       | 3       | 0       | 6     | iNevel                   |
| Wesley              | Colin Spencer      | 8       | 2       | 0       | 0       | 10      | 0       | 20    | iPilot                   |
| Tareen              | Libe Barer         | 2       | 0       | 0       | 0       | 2       | 0       | 4     | iSpy a Mean Teacher      |
| Ripoff Rodney       | Christopher David  | 2       | 0       | 0       | 0       | 2       | 0       | 4     | iDon't Want to Fight     |
| Duke                | Doug Brochu        | 3       | 0       | 0       | 0       | 3       | 0       | 6     | iLike Jake               |
| Shawn               | Matthew Moy        | 0       | 3       | 0       | 0       | 3       | 0       | 6     | iMeetFred                |
| Mrs. Papperman      | Wendy Braun        | 2       | 1       | 0       | 0       | 3       | 0       | 6     | iNevel                   |
| Veronica            | Valerie Azlynn     | 0       | 2       | 0       | 0       | 2       | 0       | 4     | iMake Sam Girlier        |
| Griffin             | Drew Roy           | 0       | 2       | 0       | 0       | 2       | 0       | 4     | iDate a Bad Boy          |
| Gilbert Gibson      | Jack Carter        | 0       | 0       | 3       | 0       | 3       | 0       | 6     | iGot a Hot Room          |
| George the Bra      | Andrew Hill Newman | 0       | 4       | 1       | 1       | 6       | 0       | 12    | iGive Away a Car         |

## Priser
| År   | Award                                | Kategori (engelsk)                                                        | Kategori (dansk)                                                             | Modtager                                       | Resultat  | Ref.   |
| ---- | ------------------------------------ | ------------------------------------------------------------------------- | ---------------------------------------------------------------------------- | ---------------------------------------------- | --------- | ------ |
| 2008 | 2008 Kids' Choice Awards             | Favorite TV Show                                                          | Favorit TV-show                                                              | iCarly                                         | Nomineret | [ 10 ] |
| 2008 | Young Artist Award                   | Best Performance in a TV Series Leading Young Actress                     | Bedste performance i en TV-serie Ung Kvindelig Hovedrolleindehaver           | Miranda Cosgrove                               | Nomineret | [ 11 ] |
| 2008 | Young Artist Award                   | Best Performance in a TV Series Supporting Young Actor                    | Bedste performance i en TV-serie Ung Mandelige Birolle                       | Nathan Kress                                   | Nomineret | [ 11 ] |
| 2008 | Young Artist Award                   | Best Performance in a TV Series Supporting Young Actress                  | Bedste Performance i en TV-serie Ung kvindelig birolle                       | Jennette McCurdy                               | Nomineret | [ 11 ] |
| 2009 | 2009 Kids' Choice Awards             | Favorite Kids TV Show                                                     | Favorit Børne TV-show                                                        | iCarly                                         | Vandt     | [ 12 ] |
| 2009 | 2009 Kids' Choice Awards             | Favorite TV Actress                                                       | Favorit TV skuespillerinde                                                   | Miranda Cosgrove                               | Nomineret | [ 13 ] |
| 2009 | Primetime Emmy Award                 | Outstanding Children's Program                                            | Fantastisk børneprogram                                                      | iCarly                                         | Nomineret | [ 14 ] |
| 2009 | Teen Choice Award                    | Choice TV Actor: Comedy                                                   | Valgt TV skuespiller: Comedy                                                 | Jerry Trainor                                  | Nomineret | [ 15 ] |
| 2009 | Teen Choice Award                    | Choice TV Actress: Comedy                                                 | Vagt TV skuespillerinde: Comedy                                              | Miranda Cosgrove                               | Nomineret | [ 15 ] |
| 2009 | Teen Choice Award                    | Choice TV Show: Comedy                                                    | Valgt TV Show: Comedy                                                        | iCarly                                         | Nomineret | [ 15 ] |
| 2009 | Teen Choice Award                    | Choice TV Sidekick                                                        | Valgt TV spark                                                               | Jennette McCurdy                               | Nomineret | [ 15 ] |
| 2009 | Young Artist Award                   | Best Performance in a TV Series Leading Young Actor                       | Bedste performance i en TV-serie Ung mandelig hovedrolleindehaver            | Nathan Kress                                   | Nomineret | [ 16 ] |
| 2009 | Young Artist Award                   | Best Performance in a TV Series Leading Young Actress                     | Bedste performance i en TV-serie Ung Kvindelig hovedrolleindehaver           | Miranda Cosgrove                               | Vandt     | [ 16 ] |
| 2009 | Young Artist Award                   | Best Performance in a TV Series Supporting Young Actress                  | Bedste performance i en TV-serie Ung kvindelig birolle                       | Jennette McCurdy                               | Nomineret | [ 16 ] |
| 2009 | Young Artist Award                   | Outstanding Young Performers in a TV Series                               | Fantastiske unge performers i en TV-serie                                    | Miranda Cosgrove Nathan Kress Jennette McCurdy | Nomineret | [ 16 ] |
| 2010 | 2010 Kids' Choice Awards             | Favorite Kids TV Show                                                     | Favorit børne TV-show                                                        | iCarly                                         | Vandt     | [ 17 ] |
| 2010 | 2010 Kids' Choice Awards             | Favorite TV Actress                                                       | Favorit TV skuespillerinde                                                   | Miranda Cosgrove                               | Nomineret | [ 18 ] |
| 2010 | Primetime Emmy Award                 | Outstanding Children's Program                                            | Fantastisk børneprogram                                                      | iCarly                                         | Nomineret | [ 19 ] |
| 2010 | Teen Choice Award                    | Choice TV Actress: Comedy                                                 | Valgt TV skuepillerinde: Comedy                                              | Miranda Cosgrove                               | Nomineret | [ 20 ] |
| 2010 | Television Critics Association Award | Outstanding Achievement in Youth Programming                              | Fremragende præstation i en ungdomsprogramm                                  | iCarly                                         | Nomineret | [ 21 ] |
| 2010 | Young Artist Award                   | Best Performance in a TV Series Leading Young Actress                     | Bedste performance i en Tv-serie Ung Kvindelige Skuespillerinde              | Miranda Cosgrove                               | Nomineret | [ 22 ] |
| 2010 | Young Artist Award                   | Best Performance in a TV Series Supporting Young Actor                    | Bedste performance i en Tv-serie Ung mandelig skuespiller                    | Nathan Kress                                   | Nomineret | [ 22 ] |
| 2010 | Young Artist Award                   | Best Performance in a TV Series Guest Starring Young Actor 13 and Under   | Bedste performance i en Tv-serie Mandelig gæstestjerne 13 år eller under     | Joey Luthman                                   | Nomineret | [ 22 ] |
| 2010 | Young Artist Award                   | Outstanding Young Performers in a TV Series                               | Bedste ung performance i en Tv-serie                                         | Miranda Cosgrove Nathan Kress Jennette McCurdy | Nomineret | [ 22 ] |
| 2011 | 2011 Kids' Choice Awards             | Favorite TV Show                                                          | Favorit TV-show                                                              | iCarly                                         | Vandt     | [ 23 ] |
| 2011 | 2011 Kids' Choice Awards             | Favorite TV Actress                                                       | Favorit TV skuespillerinde                                                   | Miranda Cosgrove                               | Nomineret | [ 23 ] |
| 2011 | 2011 Kids' Choice Awards             | Favorite TV Sidekick                                                      | Favorit TV sidespark                                                         | Jennette McCurdy                               | Vandt     | [ 23 ] |
| 2011 | 2011 Kids' Choice Awards             | Favorite TV Sidekick                                                      | Favorit TV sidespark                                                         | Noah Munck                                     | Nomineret | [ 23 ] |
| 2011 | Young Artist Award                   | Best Performance in a TV Series Leading Young Actress                     | Bedste performance i en TV-serie Ung kvindelig skuespillerinde               | Miranda Cosgrove                               | Nomineret | [ 24 ] |
| 2011 | Young Artist Award                   | Best Performance in a TV Series Guest Starring Young Actress 10 and under | Bedste performance i en TV-serie Ung kvindelig skuespiller 10 år eller under | Ashley Switzer                                 | Nomineret | [ 24 ] |
| 2011 | Primetime Emmy Award                 | Outstanding Children's Program                                            | Fantastisk børneprogram                                                      | iCarly                                         | Nomineret | [ 19 ] |